# Loa Alentejana (Oito Cantos do Natal)
"Loa Alentejana" é o nome dado por Jorge Croner de Vasconcelos a uma canção de Natal tradicional portuguesa originária de Évora com o incipit "Eu hei de dar ao Menino".

## História
O texto desta cantiga eborense, comum a outras cantigas de Natal alentejanas, é datado do século XVIII.
Em 1974, a "Loa alentejana" foi harmonizada pelo compositor português Jorge Croner de Vasconcelos que a incluiu como um dos seus Oito Cantos do Natal, dando-lhe a designação por que é conhecida.

## Texto
A cantiga não apresenta um tema definido, embora todas as coplas girem em torno do conceito de presentear o Menino Jesus (com "uma cadeirinha de oiro", "uma fita prò chapéu", "uns sapatinhos" e um "laço verde") em troca de um "lugarzinho no Céu" ou a cura "duma doença".
Este menino deve ser encarado, segundo alguns autores como uma imagem barroca, das que foram populares em Portugal entre os séculos XVII e XVIII e que existiram efetivamente em Évora como o demonstra a coleção no museu da cidade. A iconografia típica era a de um Jesus como bebé desnudo e em posição ereta. Em pedidos de intercessão  e como pagamento de promessas (vide ex-votos), era frequente oferecer roupa e artigos para o Menino Jesus, como os que surgem na letra da cantiga.
Eu hei de dar ao Menino;

Ao Menino eu hei de dar:

Uma cadeirinha de oiro

Para no Céu se sentar.

Eu hei de dar ao Menino

Uma fita prò chapéu,

Também Ele me há de dar

Um lugarzinho no Céu.

O Menino da Senhora

Chama pai a São José,

Que lhe trouxe uns sapatinhos

Da feira de Santo André.

— Ó meu Menino Jesus,

Quem te deu o laço verde?

— Foi uma moça donzela

Duma doença que teve.